# Lophuromys zena
Lophuromys zena là một loài động vật có vú trong họ Chuột, bộ Gặm nhấm. Loài này được Dollman mô tả năm 1909.